# جوردي كورتيزو
جوردي كورتيزو (بالإسبانية: Jordi Cortizo)‏ (30 يونيو 1996 بمدينة كيريتارو في المكسيك - ) هو لاعب كرة قدم مكسيكي في مركز الوسط.

## روابط خارجية
- جوردي كورتيزو على موقع قاعدة بيانات كرة القدم.إي يو (الإنجليزية)
- جوردي كورتيزو على موقع Soccerway.com (الإنجليزية)
- جوردي كورتيزو على موقع AS.com (الإسبانية)